# Phelps, Wisconsin
Phelps là một thị trấn thuộc quận Vilas, tiểu bang Wisconsin, Hoa Kỳ. Năm 2010, dân số của thị trấn này là 1.166 người.